# Micromenia fodiens
Micromenia fodiens is een Solenogastressoort uit de familie van de Dondersiidae. De wetenschappelijke naam van de soort is voor het eerst geldig gepubliceerd in 1955 door Schwabl.